# Дерек Уолкът
Дерек Олтън Уолкът (на английски: Derek Alton Walcott) е поет, драматург, литературен критик и университетски преподавател от Сейнт Лусия, който е сред водещите имена в англоезичната литература от следколониалния период.

## Биография
Роден е на 23 януари 1930 г. Когато е още на 14 години в The Voice of St Lucia е публикувано първото му стихотворение, а на 19 години издава първите си 2 стихосбирки в Тринидад. Учи със стипендия в Университета на Западните Индии в Кингстън, Ямайка.
През 1953 г. се мести в Тринидад, където работи като литературен критик, учител и журналист и основава Тринидадската театрална работилница. Основава през 1981 г. Бостънски театър на драматурзите в Бостънския университет, където преподава литература и се пенсионира през 2007 г. От 2009 г. за 3 г. е в Университета на Албърта в Едмънтън, Канада, а от 2010 г. е професор по поезия в Университета на Есекс в Колчестър, Великобритания.

## Творчество
Стилът му, развил се независимо от магическия реализъм, възникнал около времето на неговото раждане, е силно свързан със символизма на мита и неговата връзка с културата. Уолкът е най-известен със своята епична поема „Omeros“ – разказ в традицията на Омир за пътуване из Карибско море и отвъд, до Американския Запад и Лондон.
Дерек Уолкът получава Нобелова награда за литература през 1992 г. Умира в дома си в град Грос Айлет, Сейнт Лусия.

### Поезия
- (1948) „25 Poems“
- (1949) „Epitaph for the Young: Xll Cantos“
- (1951) „Poems“
- (1962) „In a Green Night: Poems 1948–60“
- (1964) „Selected Poems“
- (1965) „The Castaway and Other Poems“
- (1969) „The ulf and Other Poems“
- (1973) „Another Life“, автобиографична поема
- (1976) „Sea Grapes“
- (1979) „The Star-Apple Kingdom“
- (1981) „Selected Poetry“
- (1981) „The Fortunate Traveller“
- (1983) „The Caribbean Poetry of Derek Walcott and the Art of Romare Bearden“
- (1984) „Midsummer“
- (1986) „Collected Poems, 1948-1984“
- (1987) „The Arkansas Testament“
- (1990) „Omeros“
- (1997) „The Bounty“
- (2000) „Tiepolo's Hound“, поетична биография на Камий Писаро
- (2004) „The Prodigal“

### Драматургия
- (1958) „Ti-Jean and His Brothers“
- (1967) „Dream on Monkey Mountain“
- (1978) „Pantomime“
- (1993) „The Odyssey: A Stage Version“
- (1997) „The Capeman“, текст към мюзикъл на Пол Саймън

### Литературна критика
- (1998) „What the Twilight Says“

## За него
- Baer, William, ed. Conversations with Derek Walcott. Jackson: University Press of Mississippi, 1996.
- Baugh, Edward, Derek Walcott. Cambridge: Cambridge University Press, 2006.
- Breslin, Paul, Nobody's Nation: Reading Derek Walcott. Chicago: University of Chicago Press, 2001. ISBN 0-226-07426-9
- Brown, Stewart, ed., The Art of Derek Walcott. Chester Springs, PA.: Dufour, 1991; Bridgend: Seren Books, 1992.
- Burnett, Paula, Derek Walcott: Politics and Poetics. Gainesville: University Press of Florida, 2001.
- Fumagalli, Maria Cristina, The Flight of the Vernacular: Seamus Heaney, Derek Walcott and the Impress of Dante. Amsterdam-New York: Rodopi, 2001.
- Fumagalli, Maria Cristina, Agenda 39:1–3 (2002–03), Special Issue on Derek Walcott. Includes Derek Walcott's „Epitaph for the Young“ (1949), republished here in its entirety.
- Hamner, Robert D., Derek Walcott. Updated Edition. Twayne's World Authors Series. TWAS 600. New York: Twayne, 1993.
- King, Bruce, Derek Walcott and West Indian Drama: „Not Only a Playwright But a Company“: The Trinidad Theatre Workshop 1959–1993. Oxford: Clarendon Press, 1995.
- King, Bruce, Derek Walcott, A Caribbean Life. Oxford: Oxford University Press, 2000.
- Terada, Rei, Derek Walcott's Poetry: American Mimicry. Boston: Northeastern University Press, 1992.
- Thieme, John, Derek Walcott. Manchester: Manchester University Press, 1999.